# União Democrática dos Húngaros na Roménia
A União Democrático dos Húngaros na Roménia (em húngaro: Romániai Magyar Demokrata Szövetség, RMDSZ; em romeno: Uniunea Democrată Maghiară din România, UDMR) é um partido político da Roménia, destinado a representar os interesses dos húngaros da Roménia.
O partido foi fundado em 1989, após a Revolução Romena, como uma aliança de diversas organizações e movimentos políticos que representavam a minoria húngara. Apesar de ter sido fruto de união de diversos movimentos, o partido segue uma linha democrata-cristã e conservador liberal.
Apesar do partido representar os interesses de uma minoria étnica, a UDMR tem tido um papel decisivo nos diferentes governos romenos desde 1996, tendo, quer entrado na coligação governamental ou apoiando no parlamento o governo em funções, independentemente do espectro político.
A UDMR é membro do Partido Popular Europeu e da Internacional Democrata Centrista.

## Resultados eleitorais

### Eleições legislativas

#### Câmara dos Deputados
| Data | CI. | Votos   | %           | +/-     | Deputados | +/-     | Status            |
| ---- | --- | ------- | ----------- | ------- | --------- | ------- | ----------------- |
| 1990 | 2.º | 991 601 | 7,2 / 100,0 |         | 29 / 395  |         | Oposição          |
| 1992 | 5.º | 811 290 | 7,5 / 100,0 | 0,3     | 27 / 341  | 2       | Oposição          |
| 1996 | 4.º | 812 628 | 6,6 / 100,0 | 0,9     | 25 / 343  | 2       | Governo           |
| 2000 | 5.º | 736 863 | 6,8 / 100,0 | 0,2     | 27 / 345  | 2       | Apoio parlamentar |
| 2004 | 4.º | 628 125 | 6,2 / 100,0 | 0,6     | 22 / 332  | 5       | Governo           |
| 2008 | 4.º | 425 008 | 6,2 / 100,0 | Estável | 22 / 334  | Estável | Governo           |
| 2012 | 4.º | 380 656 | 5,1 / 100,0 | 1,1     | 18 / 412  | 4       | Oposição          |
| 2016 | 4.º | 435 969 | 6,2 / 100,0 | 1,1     | 21 / 329  | 3       |                   |

#### Senado
| Data | CI. | Votos     | %           | +/- | Deputados | +/-     | Status            |
| ---- | --- | --------- | ----------- | --- | --------- | ------- | ----------------- |
| 1990 | 2.º | 1 004 353 | 7,2 / 100,0 |     | 12 / 119  |         | Oposição          |
| 1992 | 5.º | 831 469   | 7,6 / 100,0 | 0,4 | 12 / 143  | Estável | Oposição          |
| 1996 | 4.º | 837 760   | 6,8 / 100,0 | 0,8 | 11 / 143  | 1       | Governo           |
| 2000 | 5.º | 751 310   | 6,9 / 100,0 | 0,1 | 12 / 140  | 1       | Apoio parlamentar |
| 2004 | 4.º | 637 109   | 6,2 / 100,0 | 0,7 | 10 / 137  | 2       | Governo           |
| 2008 | 4.º | 440 449   | 6,4 / 100,0 | 0,2 | 9 / 137   | 1       | Governo           |
| 2012 | 4.º | 388 528   | 5,2 / 100,0 | 1,2 | 9 / 176   | Estável | Oposição          |
| 2016 | 4.º | 440 409   | 6,2 / 100,0 | 1,0 | 9 / 136   | Estável |                   |

### Eleições presidenciais
| Data | Candidato apoiado        | 1ª Volta                 | 1ª Volta                 | 1ª Volta                 | 2ª Volta                 | 2ª Volta                 | 2ª Volta                 |
| Data | Candidato apoiado        | CI.                      | Votos                    | %                        | CI.                      | Votos                    | %                        |
| ---- | ------------------------ | ------------------------ | ------------------------ | ------------------------ | ------------------------ | ------------------------ | ------------------------ |
| 1990 | Nenhum candidato apoiado | Nenhum candidato apoiado | Nenhum candidato apoiado | Nenhum candidato apoiado | Nenhum candidato apoiado | Nenhum candidato apoiado | Nenhum candidato apoiado |
| 1992 | Emil Constantinescu      | 2.º                      | 3 717 006                | 31,1 / 100,0             | 2.º                      | 4 641 207                | 38,6 / 100,0             |
| 1996 | György Frunda            | 4.º                      | 761 411                  | 6,0 / 100,0              |                          |                          |                          |
| 2000 | György Frunda            | 5.º                      | 696 989                  | 6,2 / 100,0              |                          |                          |                          |
| 2004 | Béla Markó               | 4.º                      | 533 446                  | 5,1 / 100,0              |                          |                          |                          |
| 2009 | Hunor Kelemen            | 5.º                      | 372 761                  | 3,8 / 100,0              |                          |                          |                          |
| 2014 | Hunor Kelemen            | 8.º                      | 329 727                  | 3,5 / 100,0              |                          |                          |                          |
| 2019 | Hunor Kelemen            | 6.º                      | 356 199                  | 4,0 / 100,0              |                          |                          |                          |

### Eleições europeias
| Data | CI. | Votos   | %           | +/- | Deputados | +/-     |
| ---- | --- | ------- | ----------- | --- | --------- | ------- |
| 2007 | 5.º | 282 929 | 5,5 / 100,0 |     | 2 / 35    |         |
| 2009 | 4.º | 431 739 | 8,9 / 100,0 | 3,4 | 3 / 33    | 1       |
| 2014 | 4.º | 350 689 | 6,3 / 100,0 | 2,6 | 2 / 32    | 1       |
| 2019 | 6.º | 476 777 | 5,3 / 100,0 | 1,0 | 2 / 32    | Estável |